# Paranerita garleppi
Paranerita garleppi är en fjärilsart som beskrevs av Rothschild 1909. Paranerita garleppi ingår i släktet Paranerita och familjen björnspinnare. Inga underarter finns listade i Catalogue of Life.